# Anders Novák
Anders Novák, född 1879 i Ungvár, Ungern, död okänt år, var en ungersk-svensk målare och tecknare och grafiker.
Novák studerade konst i Nagy-Bánya i Ungern och vid olika konstskolor i München och Paris samt under studieresor till bland annat Rumänien och England. Han var verksam i Sverige 1905-1907 och återkom på äldre dagar som flykting. Han har medverkat i samlingsutställningar i bland annat Paris och Budapest. I Sverige ställde han ut separat i Halmstad 1956. Hans konst består huvudsakligen av porträtt och landskapsbilder utförda i olja eller i form av etsningar. 